# Lampaya hieronymi
Lampaya hieronymi là một loài thực vật có hoa trong họ Cỏ roi ngựa. Loài này được K.Schum. ex Moldenke mô tả khoa học đầu tiên năm 1941.